# Loxosceles smithi
Espèce
Loxosceles smithi est une espèce d'araignées aranéomorphes de la famille des Sicariidae.

## Distribution
Cette espèce se rencontre en Éthiopie, au Kenya, en Tanzanie et au Malawi.

## Description
Le mâle mesure 6,0 mm et les femelles de 7,3 à 7,7 mm.

## Étymologie
Cette espèce est nommée en l'honneur d'Arthur Donaldson Smith.

## Publication originale
- Simon, 1897 : Araneae. Through unknown African countries, The First Expedition from Somaliland to Lake Lamu. London, p. 386-391 (texte intégral).